# چوپان‌کنه‌سانان
چوپان‌کنه‌سانان (نام علمی: Opilioacariformes) نام یک فراراسته از زیررده کنه‌ها است.